# Čečovice
Čečovice (en allemand : Zetschowitz) est une commune du district de Plzeň-Sud, dans la région de Plzeň, en République tchèque. Sa population s'élevait à 89 habitants en 2022.

## Géographie
Čečovice se trouve à 6 km à l'ouest de Holýšov, à 18 km au nord-nord-est de Domažlice, à 31 km à l'ouest-sud-ouest de Plzeň et à 116 km à l'ouest-sud-ouest de Prague.
La commune est limitée par Honezovice et Všekary au nord, par Štichov à l'est, par Puclice au sud, et par Bukovec à l'ouest.

## Histoire
La première mention écrite de la localité date de 1355.
Le 1er janvier 2021, la commune a été détachée du district de Domažlice et réunie au district de Plzeň-Sud.

## Transports
Par la route, Čečovice se trouve à 7 km de Holýšov, à 21 km de Domažlice, à 35 km de Plzeň et à 128 km de Prague.